# The Last Will and Testament
The Last Will and Testament (с англ. — «Последняя воля и завещание») — четырнадцатый студийный альбом шведской прогрессив-метал-группы Opeth. Изначально альбом должен был выйти 11 октября 2024 года на лейбле Reigning Phoenix Music, но был перенесён на 22 ноября 2024 года из-за задержек в производстве. Это  первый релиз группы с барабанщиком Валттери Вяйриненом, который в 2022 году официально заменил Мартина Аксенрота после его ухода годом ранее. Альбом знаменует возвращение элементов дэт-метала, таких как гроулинг, которые не использовались со времён альбома Watershed (2008).

## Концепция альбома
Данный альбом является концептуальным. Действие происходит в эпоху после Первой мировой войны, в котором разворачивается история богатого консервативного патриарха (жена которого бесплодна), чья последняя воля и завещание раскрывают шокирующие семейные тайны. Альбом начинается с оглашения завещания отца в его особняке. Среди присутствующих — трое братьев-близнецов и маленькая девочка, которая, несмотря на то, что является сиротой и больной полиомиелитом, была воспитана семьёй. Её присутствие на чтении завещания вызывает подозрения и вопросы у близнецов. Близнецы являются результатом донорского зачатия. Во время чтения завещания близнецы узнают, что они не связаны с патриархом, и, следовательно, они исключены из завещания. Девочка является единственным ребёнком патриарха по крови, и поэтому она является его истинной наследницей, хотя она является дочерью служанки патриарха. Почти все названия песен на этом альбоме начинаются с символа параграфа и римской цифры от I до VII рядом с ним, за исключением заключительного трека «A Story Never Told»; это объяснил фронтмен Микаэль Окерфельдт:
Тексты песен похожи на чтение завещания. Вот почему у песен нет названий, только абзацы: один... два... до семи.

## Отзывы
Альбом получил признание критиков и поклонников. Его похвалили за возвращение к форме, похожей на более ранние работы группы вроде Ghost Reveries и Watershed, и в то же время за расширение прогрессивного звучания, заложенного в недавнем каталоге группы, особенно после Pale Communion. Вклад Иэна Андерсона также был отмечен похвалой.
| Совокупная оценка | Совокупная оценка |
| Источник          | Оценка            |
| ----------------- | ----------------- |
| Metacritic        | 84/100            |
| Оценки критиков   |                   |
| Источник          | Оценка            |
| AllMusic          | [ 9 ]             |
| Blabbermouth.net  | 10/10             |
| Kerrang!          | 3/5               |
| Louder Sound      | [ 12 ]            |
| Metal Injection   | 9/10              |
| PopMatters        | 9/10              |
| Rock Hard         | 10/10             |

## Список композиций
Слова и музыка всех песен — Микаэль Окерфельдт.
| №                   | Название             | Длительность |
| ------------------- | -------------------- | ------------ |
| 1.                  | «§1»                 | 5:56         |
| 2.                  | «§2»                 | 5:33         |
| 3.                  | «§3»                 | 5:10         |
| 4.                  | «§4»                 | 7:00         |
| 5.                  | «§5»                 | 7:29         |
| 6.                  | «§6»                 | 6:03         |
| 7.                  | «§7»                 | 6:30         |
| 8.                  | «A Story Never Told» | 7:11         |
| Общая длительность: | Общая длительность:  | 50:52        |

## Участники записи

### Opeth
- Микаэль Окерфельдт – гитара, лид- и бэк-вокал, цитра, меллотрон, перкуссия, звуковые эффекты
- Фредрик Окессон – гитара, бэк-вокал
- Йоаким Свалберг – акустическое фортепьяно, орган Хаммонда, меллотрон, Fender Rhodes и Moog, бэк-вокал, звуковые эффекты
- Мартин Мендес – бас-гитара, бэк-вокал
- Валттери Вяйринен – ударные, перкуссия, бэк-вокал

### Дополнительные участники
- Иэн Андерсон – флейта (§4, §7, A Story Never Told), рассказчик (§1, §2, §4 и §7)
- Джоуи Темпест – бэк-вокал (§2)
- Миа Вестлунд – арфа (§4)
- Мирьям Окерфельдт – рассказчик (§1)
- Сессионный оркестр Лондона – струнные
- Дэйв Стюарт и Микаэль Окерфельдт  – аранжировка струнных

### Технический персонал
- Стефан Боман, Джо Джонс и Opeth – звукоинженеры
- Стефан Боман, Микаэль Окерфельдт и Opeth – микширование
- Майлз Шоуэлл – мастеринг
- Кит Каннингем – техник ударной установки
- Трэвис Смит – обложка альбома
- Терхи Юлимяенин – фотографии

## Позиции в чартах
| Чарт (2024)                                   | Высшая позиция |
| --------------------------------------------- | -------------- |
| Австралия (ARIA)                              | 29             |
| Австрия (Ö3 Austria)                          | 5              |
| Бельгия/Фландрия (Ultratop)                   | 22             |
| Бельгия/Валлония (Ultratop)                   | 51             |
| Хорватия (IFPI)                               | 10             |
| Нидерланды (Album Top 100)                    | 12             |
| Финляндия (Suomen virallinen lista)           | 4              |
| Франция (SNEP)                                | 52             |
| Германия (Offizielle Top 100)                 | 3              |
| Греция (IFPI)                                 | 44             |
| Италия (Classifica album)                     | 41             |
| Япония (Oricon)                               | 44             |
| Норвегия (VG-lista)                           | 13             |
| Польша (ZPAV)                                 | 6              |
| Португалия (AFP)                              | 79             |
| Шотландия (Scottish Albums Chart)             | 7              |
| Испания (PROMUSICAE)                          | 57             |
| Швеция (Sverigetopplistan)                    | 4              |
| Швейцария (Schweizer Hitparade)               | 3              |
| Великобритания (UK Albums Chart)              | 42             |
| Великобритания (UK Independent Albums Chart)  | 5              |
| Великобритания (UK Rock & Metal Albums Chart) | 3              |
| США (Billboard 200)                           | 140            |
| США (Billboard Independent Albums)            | 20             |